# Stanislav Lieskovský
Stanislav Lieskovský (5. listopadu 1964 Považská Bystrica – 9. prosince 2018 Kinshasa, DR Kongo) byl slovenský fotbalista, záložník. Po skončení aktivní kariéry působil jako trenér

## Fotbalová kariéra
Hrál za ZVL Považská Bystrica, Spartu Praha, RH Cheb, DAC Dunajská Streda, FC Švarc Benešov, ZŤS Dubnica. Působil i v Bejtar Jeruzalém FC, Chemlonu Humenné, FC Nitra, FC Portal Příbram a v nižších soutěžích v Německu a Rakousku. V nejvyšší československé a české soutěži nastoupil ve 130 utkáních a dal 5 gólů. V evropských pohárech nastoupil ve 4 utkáních v Lize mistrů. Se Spartou získal v letech 1985 a 1988 dvakrát ligový titul.

## Ligová bilance
| Ročník                                   | Zápasy | Góly | Klub                |
| ---------------------------------------- | ------ | ---- | ------------------- |
| 1. československá fotbalová liga 1984/85 | 5      | 0    | Sparta Praha        |
| 1. československá fotbalová liga 1985/86 | 20     | 1    | RH Cheb             |
| 1. československá fotbalová liga 1986/87 | 24     | 1    | RH Cheb             |
| 1. československá fotbalová liga 1987/88 | 12     | 0    | Sparta Praha        |
| 1. československá fotbalová liga 1988/89 | 15     | 1    | DAC Dunajská Streda |
| 1. československá fotbalová liga 1989/90 | 13     | 0    | DAC Dunajská Streda |
| 1. československá fotbalová liga 1990/91 | 12     | 1    | DAC Dunajská Streda |
| 1. československá fotbalová liga 1992/93 | 19     | 0    | DAC Dunajská Streda |
| 1. česká fotbalová liga 1994/95          | 10     | 0    | FC Švarc Benešov    |
| 2. česká fotbalová liga 1995/96          | 17     | 0    | FC Portal Příbram   |
| CELKEM 1. liga                           | 130    | 4    |                     |

## Trenérská kariéra
Ve druhé nejvyšší slovenské soutěži vedl FC DAC 1904 Dunajská Streda a FK LAFC Lučenec.

## Kauza ovlivňování zápasů
Jeho jméno figurovalo v souvislosti s osobami potrestanými doživotním zákazem činnosti v malajsijské nejvyšší fotbalové lize v kauze ovlivňování výsledků zápasů (prosinec 2013).